# Циглер, Якоб Мельхиор
Якоб Мельхиор Ци́глер (нем. Jakob Melchior Ziegler; 1801—1883) — швейцарский географ и картограф. Главнейшие его труды: «Atlas ueber alle Teile der Erde» (2-е изд., 1814); «Hypsometr. Atlas» (1856); «Hypsemetr. Karte der Schweiz» (1886), топографические карты кантонов Санкт-Галлен и Аппенцелль (1849—52), Гларус (1859), Энгандина (1867 и 1873); «Ueber das Verh a ltniss der Topographie zur Geologie» (1869 и 1876) и другие.